# Neogrosphus
Genre
Neogrosphus est un genre de scorpions de la famille des Buthidae.

## Distribution
Les espèces de ce genre sont endémiques de Madagascar.

## Liste des espèces
Selon The Scorpion Files (30/01/2021) :
- Neogrosphus andrafiabe Lourenço, Wilmé & Waeber, 2015
- Neogrosphus blanci Lourenço, 1996
- Neogrosphus griveaudi (Vachon, 1969)

## Publication originale
- Lourenço, 1995 : « Description de trois nouveaux genres et quatre nouvelles espèces de scorpions Buthidae de Madagascar. » Bulletin du Muséum National d'Histoire Naturelle Section A Zoologie Biologie et Écologie Animales, sér. 4, vol. 17, no 1/2, p. 95-106 (texte intégral).